# Facteur énergétique (États-Unis)
Un facteur énergétique (energy factor) est une mesure utilisée aux États-Unis pour comparer l'efficacité de la conversion d'énergie des appareils et équipements résidentiels. Le facteur énergétique est actuellement utilisé pour évaluer l'efficacité des chauffe-eau, des lave-vaisselle, des machines à laver le linge et des sèches-linge. Le Département de l’énergie des États-Unis utilise ce terme pour élaborer et appliquer des normes minimales de conservation de l’énergie dans le cadre du Programme de conservation de l’énergie.
Plus le facteur d’énergie est élevé, plus l’appareil est efficace.
Bien que le terme facteur d'énergie soit utilisé pour comparer l'efficacité relative de ces appareils, la mesure est définie différemment pour les quatre catégories d'appareils. Le facteur énergétique est exprimé en termes d'énergie sur site, ce qui exclut les pertes dues à la conversion d'énergie. Toutes ces mesures d'efficacité sont définies par les procédures de test du Département de l'énergie.

## Chauffe-eau
La mesure du facteur énergétique s'applique uniquement aux chauffe-eau résidentiels, qui sont actuellement définis par le combustible, le type et la capacité d'entrée.
| Combustible | Type       | Capacité d'entrée |
| ----------- | ---------- | ----------------- |
| Gaz naturel | à stockage | ≤75 kBtu/h        |
| Fioul       | à stockage | ≤105 kBtu/h       |
| Électricité | à stockage | ≤12 kW            |
| Table       | à stockage | ≤12 kW            |
| Gaz naturel | instantané | <200 kBtu/h       |
| Électricité | instantané | ≤12 kW            |

### Procédure de test

Le facteur énergétique est déterminé à l'aide d'un modèle d'utilisation stylisé d'eau chaude. L'eau chaude est tirée en six parties égales totalisant 64,3 gallons et une période d'attente de 18 heures suit.

Le facteur énergétique pour les chauffe-eau résidentiels est déterminé en utilisant les résultats du test d'utilisation simulée de 24 heures. Au cours de l'essai, 64,3 ± 1,0 gallons d'eau sont prélevés sur le chauffe-eau en six tirages équidistants qui commencent à une heure d'intervalle. Le débit d'eau chaude pour chaque tirage est de 3,0 ± 0,25 gallons par minute. Après le début du dernier tirage, une période d'attente de 18 heures suit. Pendant l'essai, les conditions d'essai doivent être utilisées à une valeur et à une précision spécifiées. Les chauffe-eau à pompe à chaleur (HPWH) ont des valeurs différentes spécifiées pour la température de l'air ambiant et l'humidité relative.
| Mesure                                         | Valeur et précision requises |
| ---------------------------------------------- | ---------------------------- |
| Température de l'eau d'entrée                  | 58 °F±2 °F                   |
| Température de l'eau de sortie                 | 135 °F±5 °F                  |
| Température de l'air ambiant                   | 67.5 °F±2.5 °F               |
| Température de l'air ambiant (HPWH uniquement) | 67.5 °F±1 °F                 |
| Humidité relative ambiante (HPWH uniquement)   | 50%±1 %                      |

À partir de la procédure de test standard, le facteur énergétique est défini comme suit :
{\displaystyle EF=\sum \limits _{i=1}^{6}{\frac {M_{i}C_{pi}\left(135^{\circ }F-58^{\circ }F\right)}{Q_{dm}}},}
où {\displaystyle Q_{dm}} est la consommation d'énergie de chauffage d'eau quotidienne modifiée (Btu), {\displaystyle M_{i}}  est la masse retirée du ith retrait (lb), et {\displaystyle C_{pi}} est la chaleur spécifique de l'eau du ith retrait (Btu/lb°F).

### Normes de conservation de l'énergie
Les normes fédérales minimales de conservation de l'énergie sont définies par le carburant, le type et le volume de stockage nominal. Toutes les normes sont calculées en fonction du volume de stockage nominal V en gallons. Les normes de conservation actuelles sont moins efficaces que les normes qui entreront en vigueur en 2015,.
| Carburant   | Type       | Volume de stockage nominal | Facteur énergétique (à partir du 16 avril 2015) | Facteur énergétique avant avril 2015 |
| ----------- | ---------- | -------------------------- | ----------------------------------------------- | ------------------------------------ |
| Gaz Naturel | à stockage | ≥ 20 gal et ≤ 55 gal       | 0.675 − 0.0015 V                                | 0.67 − 0.0019 V                      |
| Gaz Naturel | à stockage | > 55 gal et ≤ 100 gal      | 0.8012 − 0.00078 V                              | 0.67 − 0.0019 V                      |
| Fioul       | à stockage | ≤ 50 gal                   | 0.68 − 0.0019 V                                 | 0.59 − 0.0019 V                      |
| Électrique  | à stockage | ≥ 20 gal et ≤ 55 gal       | 0.960 − 0.0003 V                                | 0.97 − 0.00132 V                     |
| Électrique  | à stockage | > 55 gal et ≤ 120 gal      | 2.057 − 0.00113 V                               | 0.97 − 0.00132 V                     |
| Table       | à stockage | ≥ 20 gal et ≤ 100 gal      | 0.93 − 0.00132 V                                | 0.93 − 0.00132 V                     |
| Gaz Naturel | instantané | < 2 gal                    | 0.82 − 0.0019 V                                 | 0.62 − 0.0019 V                      |
| Électrique  | instantané | < 2 gal                    | 0.93 − 0.00132 V                                | 0.93 − 0.00132 V                     |

## Lave-vaisselle
Le facteur énergétique des lave-vaisselle est défini comme "le nombre de cycles par kWh de puissance d'entrée".

## Machines à laver le linge
Le facteur énergétique pour les machines à laver le linge est défini comme "la capacité en pieds cubes par kWh de puissance d'entrée par cycle".

## Séchoirs à linge
Le facteur énergétique des séchoirs à linge est défini comme "le nombre de kilos de vêtements séchés par kWh de puissance consommée".